# دولت خاتون
دولت خاتون (اسمها الكامل: تاج الخواتين دولت خاتون بنت عبد الله)  (بالتركية: Tâcü'l-havatin Devlet Hâtun bint-i Abdullah) (تاريخ الميلاد غير معروف - توفيت في شوال 816هـ / 23 يناير عام 1411م)، الزوجة الثانية عشر والأخيرة (كما في بعض المصادر) للسلطان العثماني بايزيد الأول. وهي والدة السلطان العثماني محمد الأول. لم تأخذ لقب السلطانة الأم لأنها ماتت قبل تولي ابنها محمد جلبي (أصبح السلطان محمد الأول) حُكم الدولة العثمانية.

## سيرتها
كانت دولت خاتون الزوجة الثانية عشر والأخيرة للسلطان العثماني بايزيد الأول وأُمَّاً لخليفته السلطان محمد الأول ابن السلطان بايزيد الأول. اسمها في المسجل في الوقفية هو دولت بنت عبد الله. وهذا يعني أن والدة السلطان محمد الأول كانت من أصل غير تركي عرقياً.
على الرغم من أن اللوحة الحالية الموجودة بجانب سور قبرها في مدينة بورصة والمكتوبة باللغة التركية الحديثة (انظر الصورة) تذكر أن دولت خاتون كانت ابنة أمير كرمايان (أي تركية)، إلا أنها كانت عرقياً من أصل غير تركي.

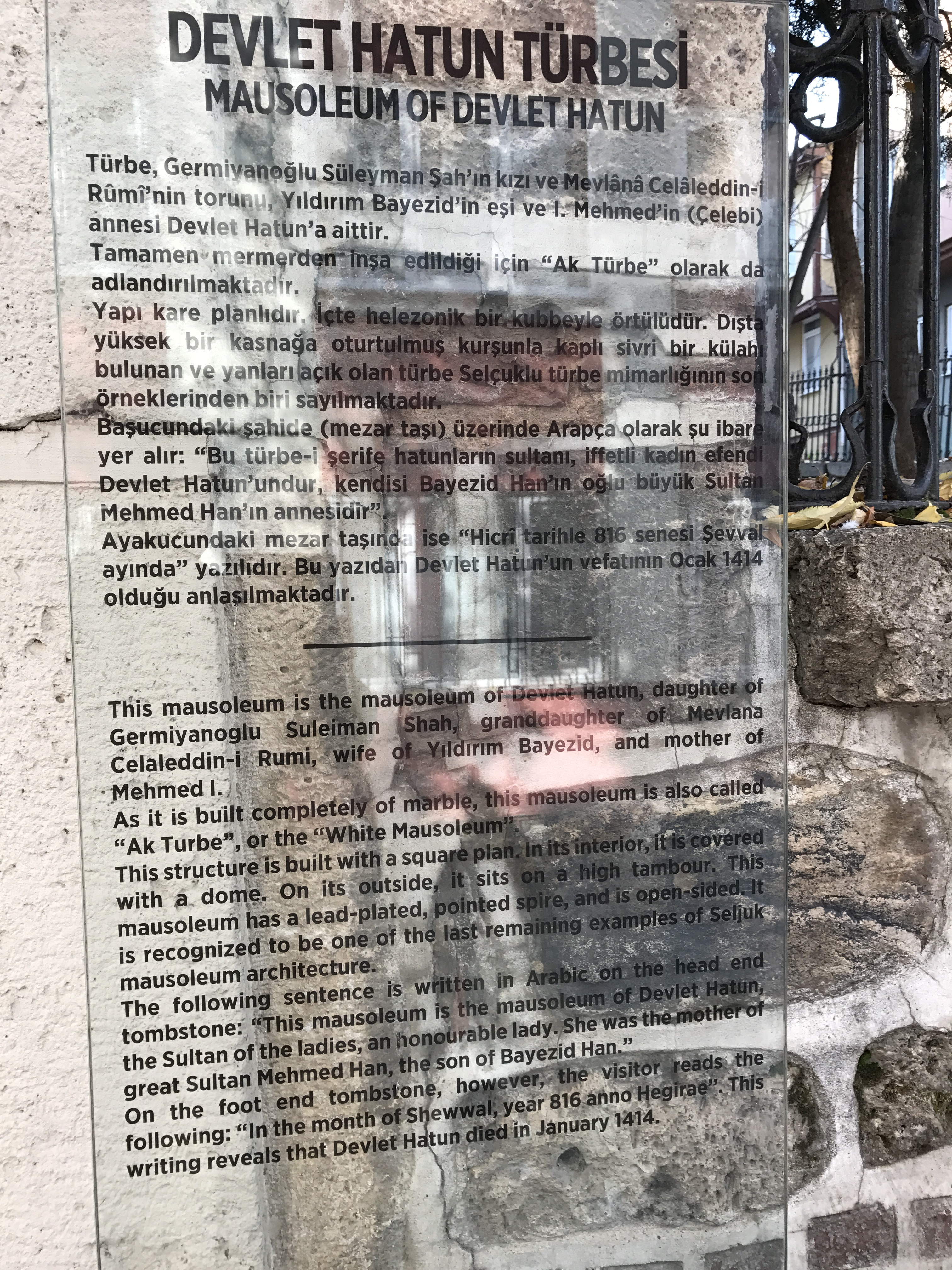
لوحة زجاجية باللغتين التركية والإنكليزية أمام باب سور مقبرة دولت خاتون.

## وفاتها

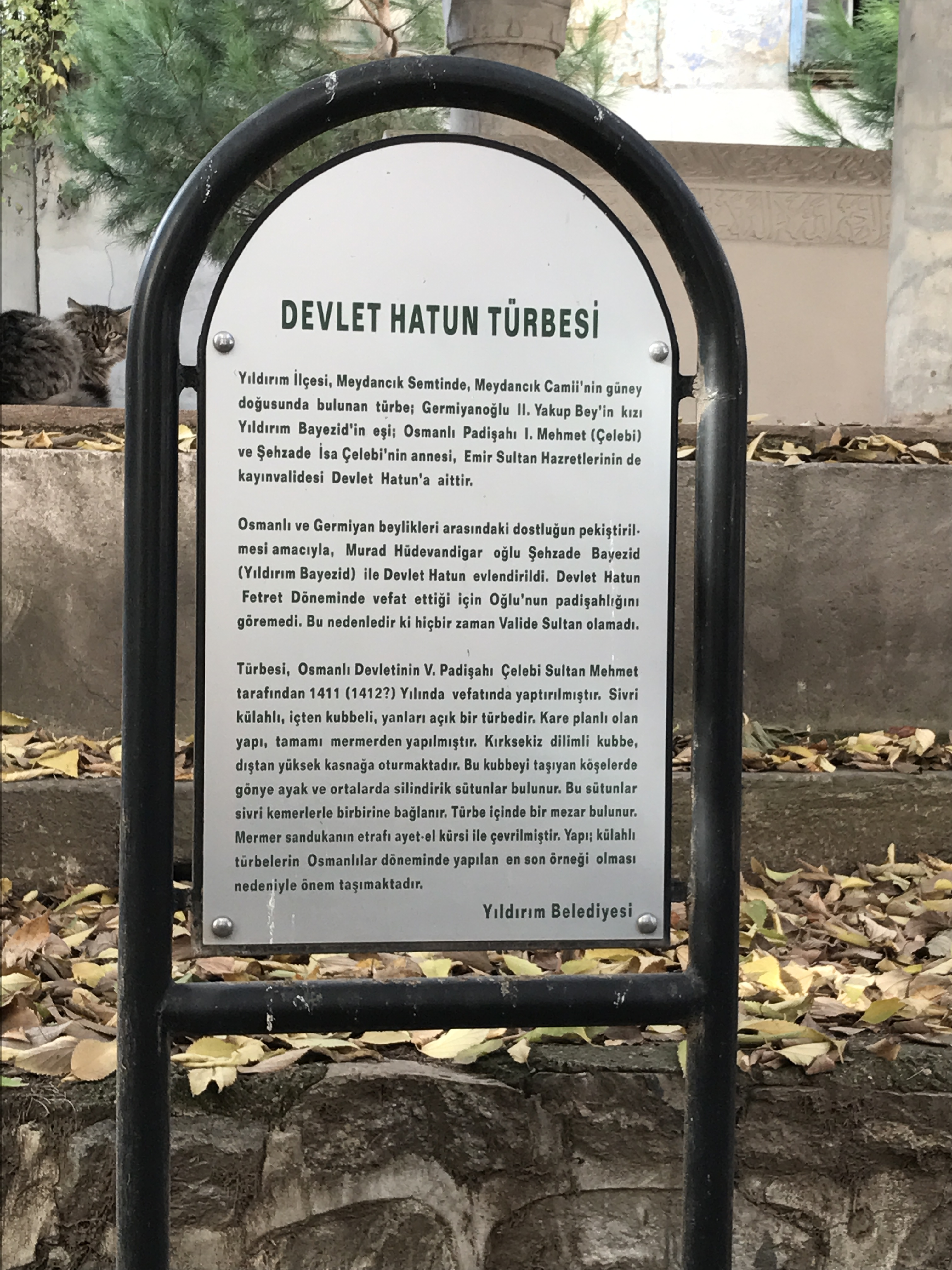
لوحة باللغة التركية أمام سور مقبرة دولت خاتون.

توفيت دولت خاتون في 23 يناير 1414م  ودُفنت في قبر خاص بها في مدينة بورصة، يوجد حالياً وسط حي سكني بالمدينة وليس في مدافن الأسرة العثمانية الباقية من تلك الفترة.

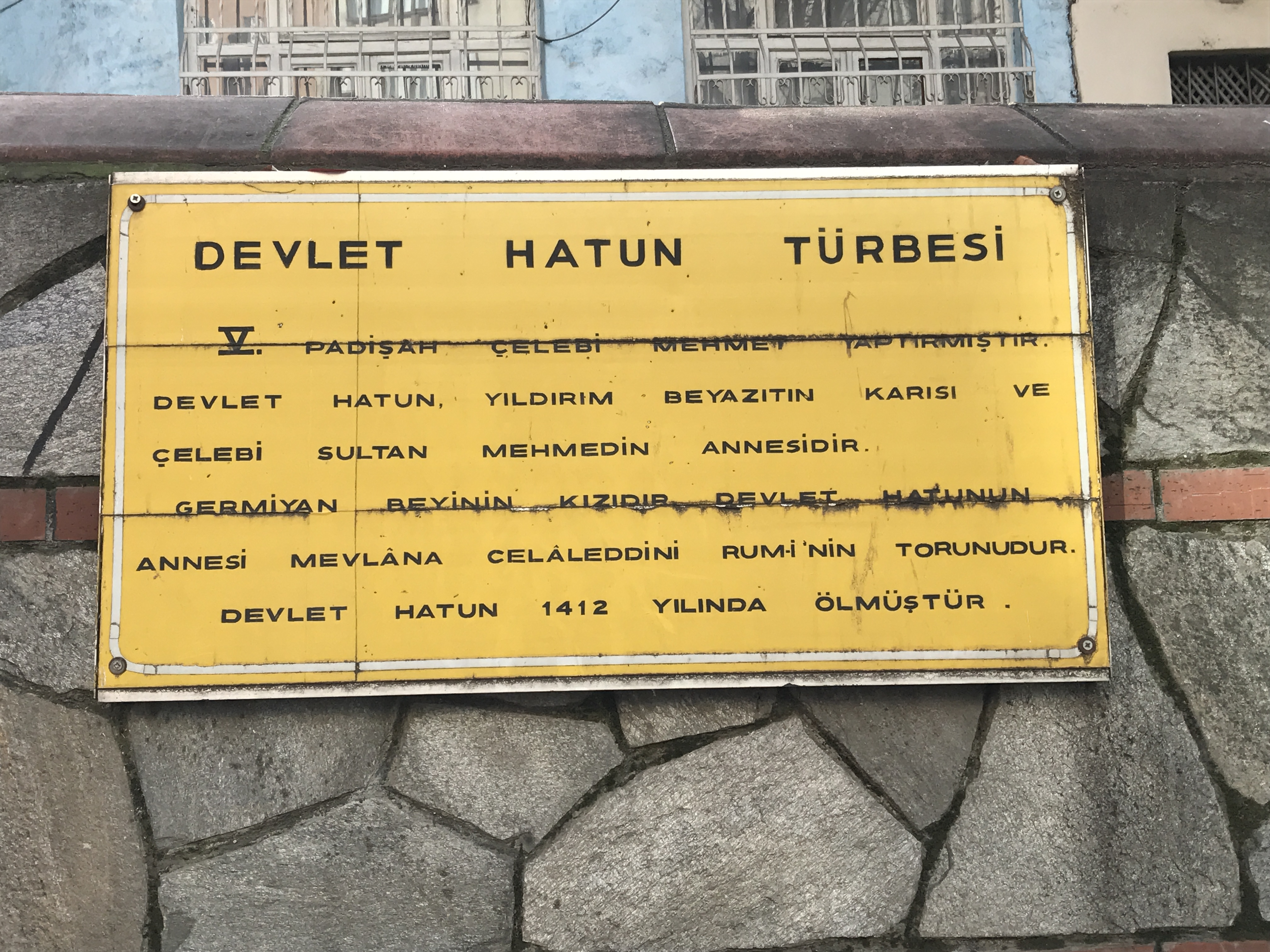
لوحة باللغة التركية على الشارع العام بمدينة بورصة، لتدل على وجود القبر خلفه، مذكرو فيها نسب دولت خاتون، وأنها توفيت عام 1412م (وليس 1414م كما في مصادر أخرى).

## قبرها

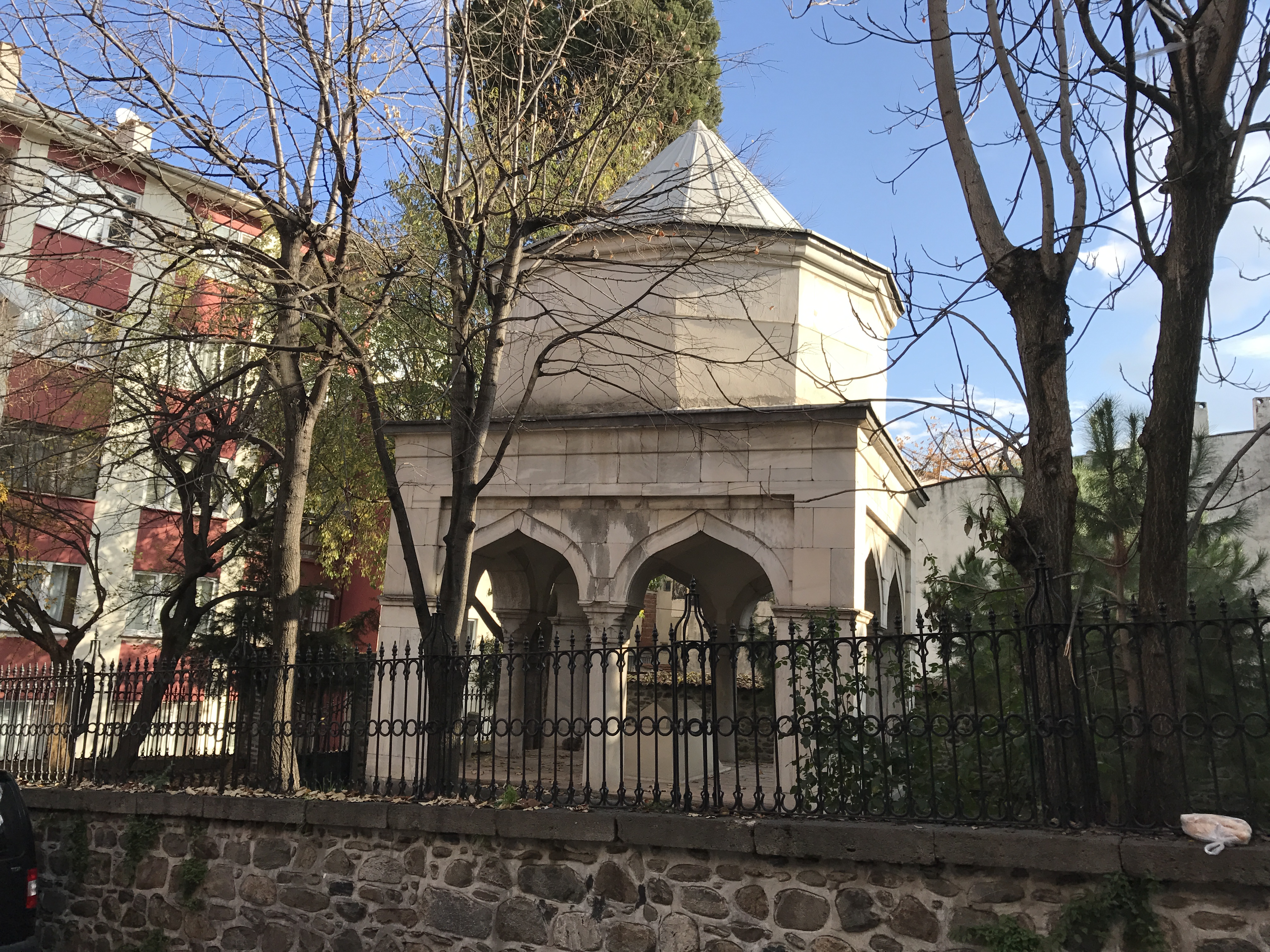
قبر دولت خاتون يقع تحت هذا البناء المفتوح، والأرض يحيط بها سور حديدي.

يقع قبرها في مدينة بورصة وسط حي سكني، عند التقاء شارعين داخليين صغيرين، وحوله سور حديدي وتحيط به أشجار كثيفة وسط بيوت الحي (انظر: خرائط جوجل – موقع قبر دولت هاتون على خرائط جوجل (Map). رسم الخرائط من شركة جوجل. اطلع عليه بتاريخ 2013-04-17. {{استشهاد بخريطة}}: تجاهل المحلل الوسيط |publisher-link= لأنه غير معروف (مساعدة)).
ويوجد قبر ابنها السلطان محمد الأول، الذي بناه بعد وفاتها بين 1419-1421م، على مقربة منها على بُعد مسافة أقل من 300 متر وسط مباني الحي السكني وبالقرب من المسجد الذي بناه أيضا «الجامع الأخضر» (انظر: خرائط جوجل – موقع مقبرة السلطان محمد الأول وعائلته، واسمها "المقبرة الخضراء"، على خرائط جوجل (Map). رسم الخرائط من شركة جوجل. اطلع عليه بتاريخ 2013-04-17. {{استشهاد بخريطة}}: تجاهل المحلل الوسيط |publisher-link= لأنه غير معروف (مساعدة)).

### شاهد

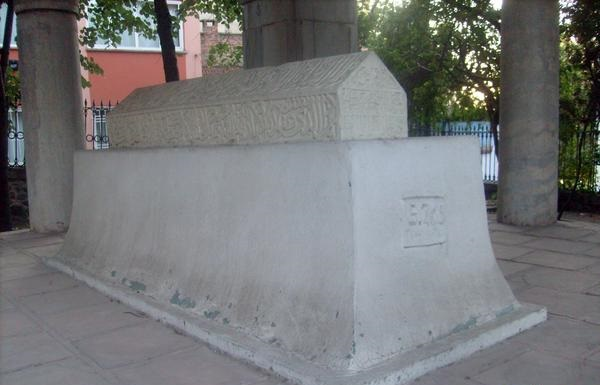
قبر دولت خاتون.

- صورة من «عرض شوارع جوجل» يبين قبرها وسط الحي ويعطي إمكانية التحرك حوله لرؤيته من جميع الزوايا.

## توضيح
بما أن دولت خاتون ودولت شاه خاتون هاتون قد توفيتا في عام واحد هو عام 1414م (مصادر تركية تذكر أن دولت خاتون توفت عام 1412م وأخرى 1411م)، فإنه كثيرا ما يقع الخلط بينها وبين دولت شاه خاتون ابنة سليمان شاه (أو: شاه جلبي) واسمه الكامل: داماد سليمان شاه بن محمد، حاكم إمارة كرمايان الأناضولية وعاصمتها كوتاهية ، والذي تلاه في الحكم ابنه يعقوب شاه (أو: يعقوب الثاني، أو: يعقوب بن سليمان) الكرماياني.

## معرض الصور

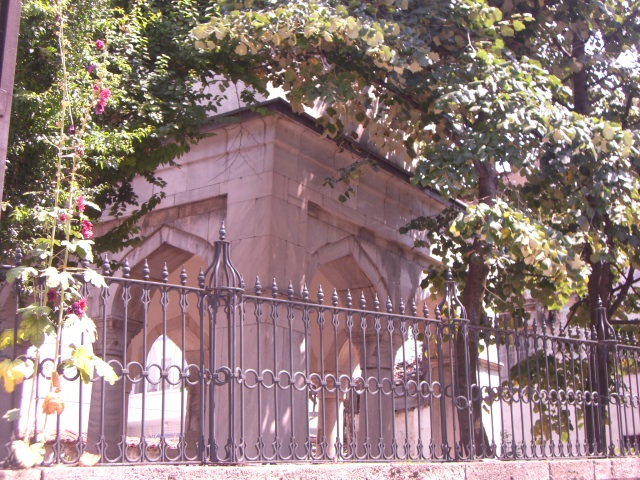
منظر خارجي للقبر تحت هذا البناء المفتوح.
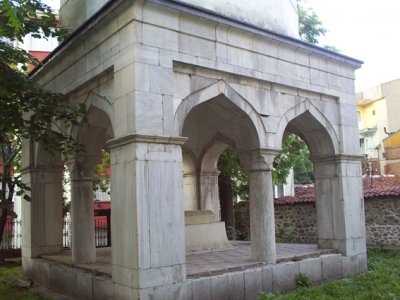
جزء من قبر دولت خاتون ظاهر تحت هذا البناء.
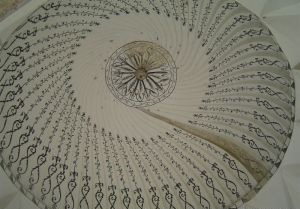
القبة التي تعلو القبر (صورة من أسفل).
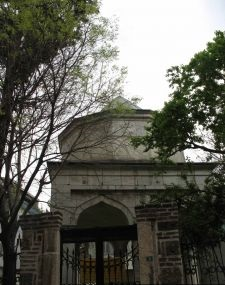
باب المقبرة الحديدي وخلفه البناء الذي يعلو القبر.